# Rabszolgaháborúk a Római Birodalomban
A rabszolgaháborúk alatt azokat a nagy, egész területre kiterjedő felkeléseket érti a történelem, amelyeket rabszolgák indítottak a Római Köztársaság ellen i. e. 135 és 71 között. A konfliktusok elsősorban Szicília szigetén és Itália déli részén zajlottak, mivel a rabszolgák aránya itt kimagaslóan nagy volt, egyes régiókban meghaladta a szabadok számát is. Kiváltó okai a római elit telhetetlensége, a korrupció szülte felelőtlen pazarlás és vagyonszerzési hajsza, mivel a legfőbb termelői réteget a rabszolgák alkották, akik ingyen dolgoztak, s a rómaiak igyekeztek a lehető legtöbbet kisajtolni munkájukból. A felkelések elterjedését és a felkelők kezdeti sikereit segítette a római társadalmon belüli ellentétek az alacsonyrangú szabadok és a magas rangú patríciusok között, illetve a Római Köztársaság viszálya a leigázott népekkel, olykor saját szövetségeseikkel, illetőleg az elhúzódó külső háborúk, amelyek lekötötték a római seregek zömét.

## Első rabszolgaháború
Az első nagy felkelés Szicíliában robbant ki Eunus és Kléon rabszolgák vezetésével. Eunus később magát a sziget királyává nevezte ki. A római seregek más frontokon voltak lekötve, s a félkatonai erők nem tudták meggátolni a rabszolgákat sikereikben. Több mint három esztendeig tartó súlyos harcok után csak a szenátus határozott mozgósításának hatására sikerült leverni a felkelőket. A felkelés olyan nagy volt, hogy a lázadók száma a hetvenezer főt is elérte és sikereik hírére még Dél-Itáliában és Kis-Ázsiában rabszolgalázadások voltak.

## Második rabszolgaháború
A második konfliktus sokban hasonlított az előzőhöz. Ez is Szicília szigetén tört ki kevesebb, mint harminc évvel az elsőt követően és vagy hatvanezer rabszolga lázadt fel. A felkelést ezúttal két rabszolgaművész, egy fúvós zenész, Szalviosz és egy pásztor, Athenion vezették. Ez a felkelés négy évig tartott, Szalviosz szintén királlyá tette magát és több várost is elfoglalt, de váltakozó sikerrel harcolt ő és Athenion a rómaiak ellen. Ez a felkelés most ugyan nem hatott tovább Szicíliánál, de leverését követően nem telt el megint harminc év és új háború következett, ezúttal Itáliában.

## Harmadik rabszolgaháború
A köztársaság nem vonta le egyik háború tanulságát sem, noha Szicília birtoklása létfontosságú volt Róma gazdaságára nézve. A távoli szigeten zajló eseményeket nem érezték túlzottan fenyegetőnek a római vezetők, ezért a rabszolgák kizsákmányolása tovább mélyült, s a korrumpált római politikusokkal, a patríciusok gátlástalanságával szemben egyre többen lettek elégedetlenek Itáliában is.
A harmadik és egyben legnagyobb háború Spartacus capuai gladiátor nevéhez kötődik. A capuai gladiátorok i. e. 73-ban kitörtek kaszárnyájukból és felkelést robbantottak ki Campaniában. Miután az ellenük küldött római erőket legyőzték, a felkelés gyorsan elterjedt Dél-Itáliában, s a következő évben Spartacus északra is hadjáratot indított, miközben serege elérte a 150 ezer főt is. Elődjeit is felülmúlva sokkal több győzelmet aratott reguláris római légiókon, több várost bevett és hatalmas károkat okozott a patríciusoknak. A római szenátus egész idő alatt attól rettegett, hogy a felkelők megjelennek Róma kapui előtt is. Azonban a rabszolgasereget különböző nézeteltérések bomlasztották, mivel nem volt teljesen egyértelmű a felkelők célja, jelentős részük pedig gallokból és germánokból állt, akiket még a szegény itáliai parasztok sem szíveltek. Végül ennek a felkelésnek a sorsa is beteljesedett, ennek ellenére Spartacus lett az ókor egyik legnagyobb legendája.